# Clube 300
Clube 300 é o nome dado ao grupo de pessoas que experimentaram e passaram num rito de passagem no qual são expostas a uma amplitude térmica de 300° Fahrenheit (166°C) num curto intervalo e sem qualquer peça de roupa. A prática teve origem na Estação Polo Sul Amundsen-Scott, junto ao Polo Sul, na Antártida.

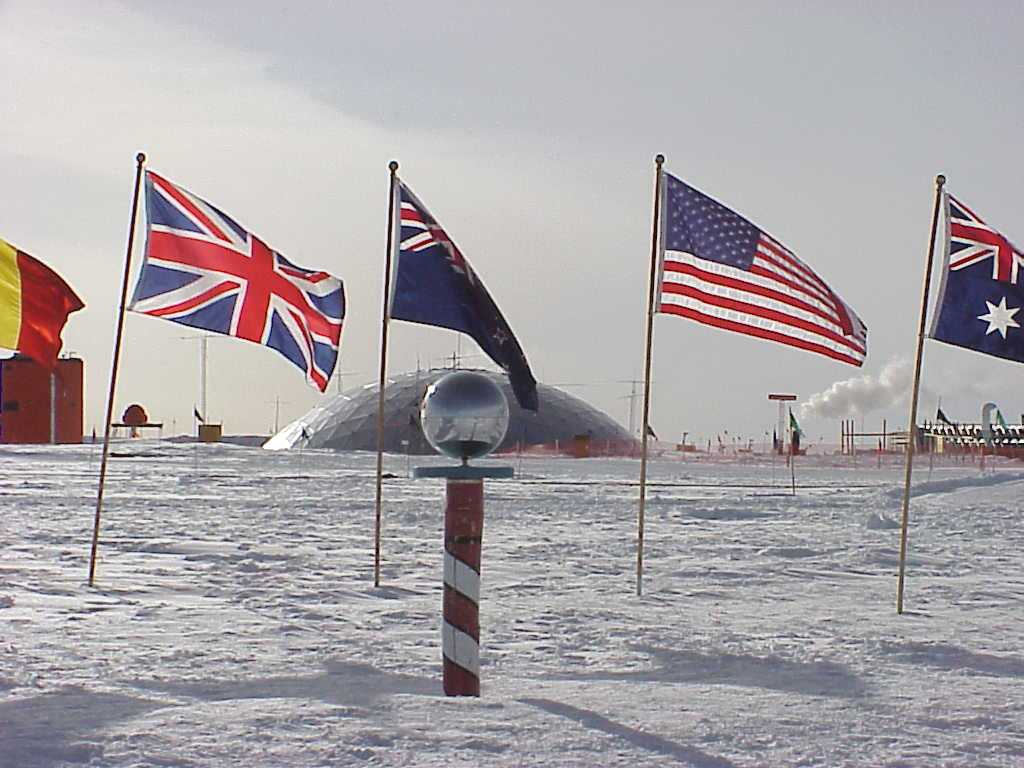
O poste cerimonial do Polo Sul, em torno do qual os participantes devem correr em volta.

Os participantes do Clube 300 deverão esperar por um dia em que a temperatura desça a −100°F (-73°C) durante pelo menos alguns minutos, o que geralmente acontece no inverno. As pessoas primeiro devem aquecer-se numa sauna aquecida a 200°F (93°C) durante cerca de 10 minutos. Depois devem andar nuas na neve em torno do poste cerimonial (apenas se permite calçado) dando algumas voltas em seu redor. Depois disto, devem aquecer-se de novo na sauna, muitas vezes com auxílio de bebidas alcoólicas.
Para evitar acidentes, a pessoa não deve ser exposta desprotegida ao frio intenso durante mais que dois ou três minutos, e a sua pele não deve sob circunstância alguma tocar no gelo, sob pena de um contacto mais prolongado provocar queimaduras pelo frio.
Há vários distintivos elaborados para comemorar esta ocasião e que podem ser usados pelas pessoas que cumpriram o rito e entraram no Clube 300.